# 西國魔女
西國魔女（英語：Wicked Witch of the West）是法蘭克·鮑姆作品《綠野仙蹤》的反派人物，居住在奧茲國西方的邪惡女巫。

## 角色
西國魔女是奧茲國四名女巫之一，奴役著西方的聞綺斯國，住在一座城堡內。她擁有能夠招喚飛猴的金冠，並利用飛猴統治聞綺斯國以及打敗魔法師奧茲。她其中一隻眼睛是瞎的，另一隻眼睛非常銳利，可以像望遠鏡一樣看到很遠的地方。但她怕碰到水。
桃樂絲、稻草人、錫樵夫和膽小獅一旦進入西國魔女的領土，她便立刻查覺到，先後派出一群狼、一群蜜蜂和一群烏鴉以及聞綺斯人去阻止桃樂絲一行，但都未能成功。於是她只好利用金冠招喚飛猴，傷害了稻草人和錫樵夫，綁走桃樂絲和膽小獅，但因桃樂絲有北國魔女的祝福，所以西國魔女不敢傷害她，只能把她當作僕人使喚。一次西國魔女因偷竊桃樂絲的銀鞋，而被憤怒的桃樂絲潑了一桶水，在水的作用下逐漸融化致死。

## 可能的寓意
美國歷史學家亨利·萊特菲爾德猜測西國魔女是對美國金礦與油礦業者的隱喻。

## 改編版本

### 1939年電影

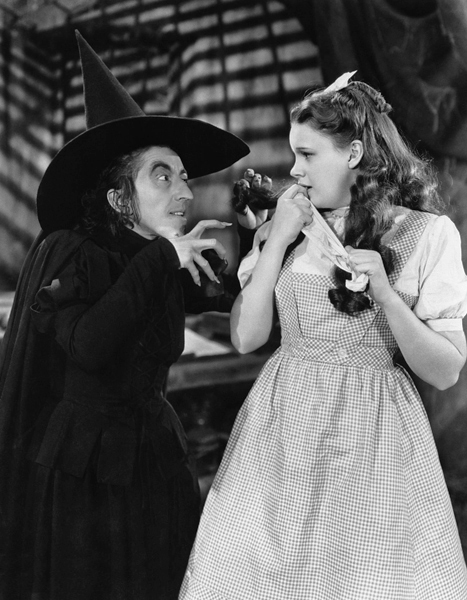
西國魔女恐嚇桃樂絲

在1939年電影《綠野仙蹤》中，由瑪格麗特·漢密爾頓飾演的西國魔女戴著黑色尖帽、穿黑衣，騎掃帚，皮膚是綠色的。她利用水晶球監控遠方的事物。西國魔女渴望得到紅寶石鞋以統治奧茲國，但這雙鞋在東國魔女死後落入桃樂絲手中，於是在桃樂絲一行人沿著黃磚路向翡翠城前進的途中，西國魔女不斷追蹤並施加各種阻擾。最後在西國魔女的城堡中，桃樂絲在潑水搶救著火的稻草人時無意中殺死了她。
原本預定飾演西國魔女的演員是蓋兒·桑德嘉，但她在電影開機的前幾天退出，才由瑪格麗特·漢密爾頓頂替:260。

### 女巫前傳
舞台劇改編的故事情節與 1995 年的小說「大相逕庭」。正如溫妮·霍爾茲曼在接受《Playbill》採訪時所說：「馬奎爾的主意很棒，他選取了這個被人憎恨的人物，並從她的角度講述故事，並讓這兩個女巫成為大學的室友，但她們友誼的發展方式——以及整個情節——在舞台上是不同的。」施瓦茨解釋了這種偏離的合理性，他說：「我們主要感興趣的是加琳達（後來成為格林達）和埃爾法巴之間的關係……這兩個女人的友誼以及她們的性格如何將她們引向完全不同的命運。」除了關注點的變化之外，其他主要情節修改包括菲耶羅以稻草人的形像出現，埃爾法巴在最後倖存下來，內薩羅絲使用輪椅而不是天生沒有手臂，博克對格林達持續不斷的愛慕——並最終成為錫樵夫而不是尼克·喬巴，埃爾法巴在文庫斯的歲月們被完全剪掉，刪除了莉爾的孩子，菲耶羅蒙德。

### 《奧茲大帝》
在2013年電影《奧茲大帝》（《綠野仙蹤》的前傳）中，由蜜拉·庫妮絲飾演。該電影中的西國魔女名叫西奧多拉（Theodora），本是善良的女巫，與姐姐伊娃諾拉（東國魔女）管理翡翠城，她愛上了來到奧茲國的奧斯卡·迪格斯，但最後因奧斯卡的花心而感到憤怒，被伊娃諾拉誘騙吃下毒蘋果，轉化成邪惡女巫。她最後被奧斯卡驅逐出翡翠城。

### 其他
在電視劇《童話小鎮》，由瑞貝卡·馬德飾演。該劇中的西國魔女名叫瑟琳娜（Zelena）。
在電視劇《超自然檔案》第九季，由Maya Massar飾演。
在漫威電影宇宙電視劇《阿嘉莎：無所不在》中，女巫阿嘉莎·哈克尼斯 ( 由凱瑟琳·哈恩飾演) 在第七集“死亡之手”中扮演西方邪惡女巫，參加第四次女巫考驗，並聲稱“你知道嗎，她的原型就是我？”